# Stenó
Stenó är en ort i Grekland.   Den ligger i prefekturen Nomós Piraiós och regionen Attika, i den sydöstra delen av landet, 25 km väster om huvudstaden Aten. Stenó ligger 29 meter över havet och antalet invånare är 198. Den ligger på ön Salamis.
Terrängen runt Stenó är kuperad åt nordost, men åt sydväst är den platt. Havet är nära Stenó söderut. Runt Stenó är det tätbefolkat, med 356 invånare per kvadratkilometer. Närmaste större samhälle är Pireus, 18,4 km öster om Stenó. 